# Breath of the Heart
Breath of the Heart je koncertní album Davida Hykese a Harmonic Choir. Bylo nahráno v roce 1996 v Kodani v sále muzea Glyptoteket a původně se mělo jednat o živé provedení skladeb z posledního alba Earth to the Unknown Power. Koncert byl však obsazen jinými muzikanty než toto studiové album a z velké části byl založen na improvisaci. Výsledkem tak je podle Hykese svébytné dílo, relativně nezávislé na své albové předloze.

## Seznam skladeb
1. Harmonic Opening
2. Breath of the Heart
3. The Lord's Breathing
4. Unknown Powers

## Hudebníci
- David Hykes - zpěv, umělecká režie
- Timothy Hill - zpěv
- Seth Markel - zpěv
- Stéphane Gallet - zpěv, ney, tanbur
- Bruno Caillat - zpěv, zarb, daf